# RML Group

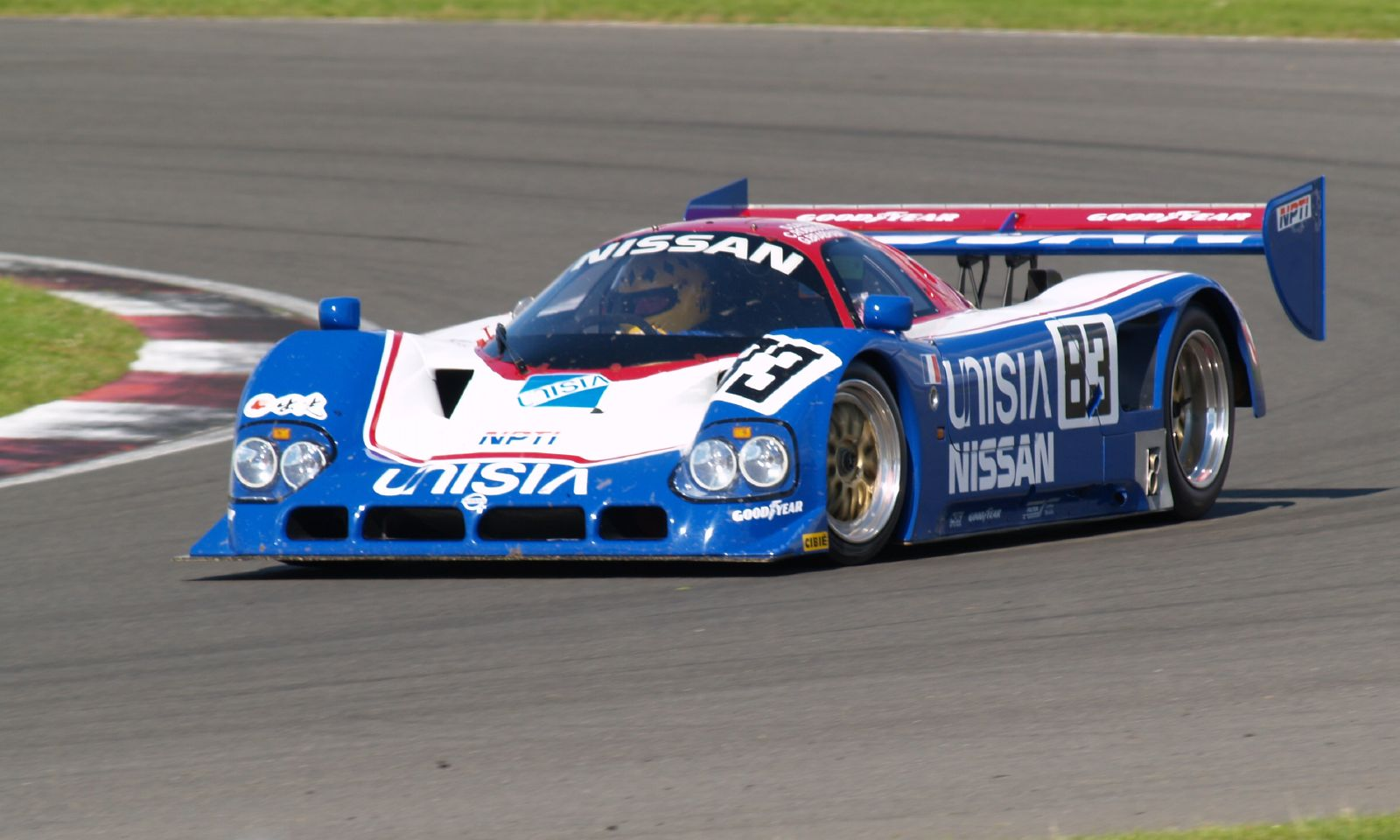
Nissan R90CK

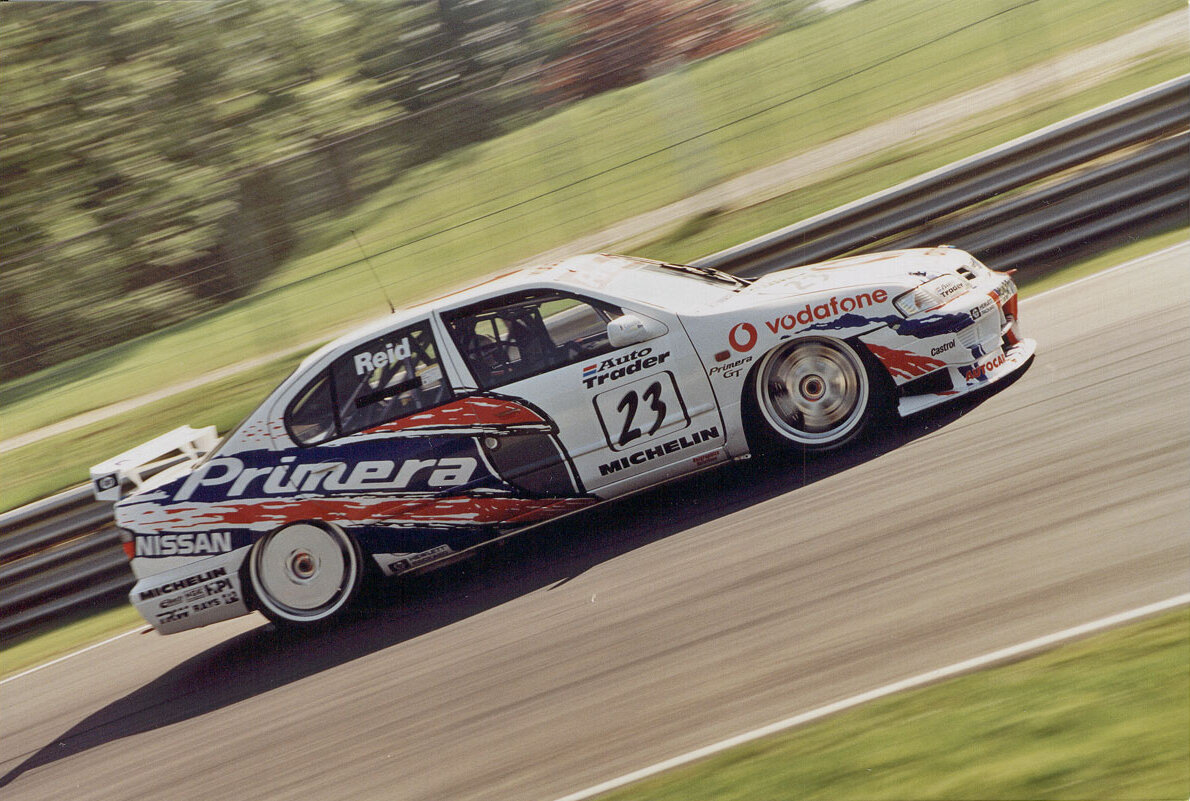
Nissan Primera del Campeonato Británico de Turismos 1998

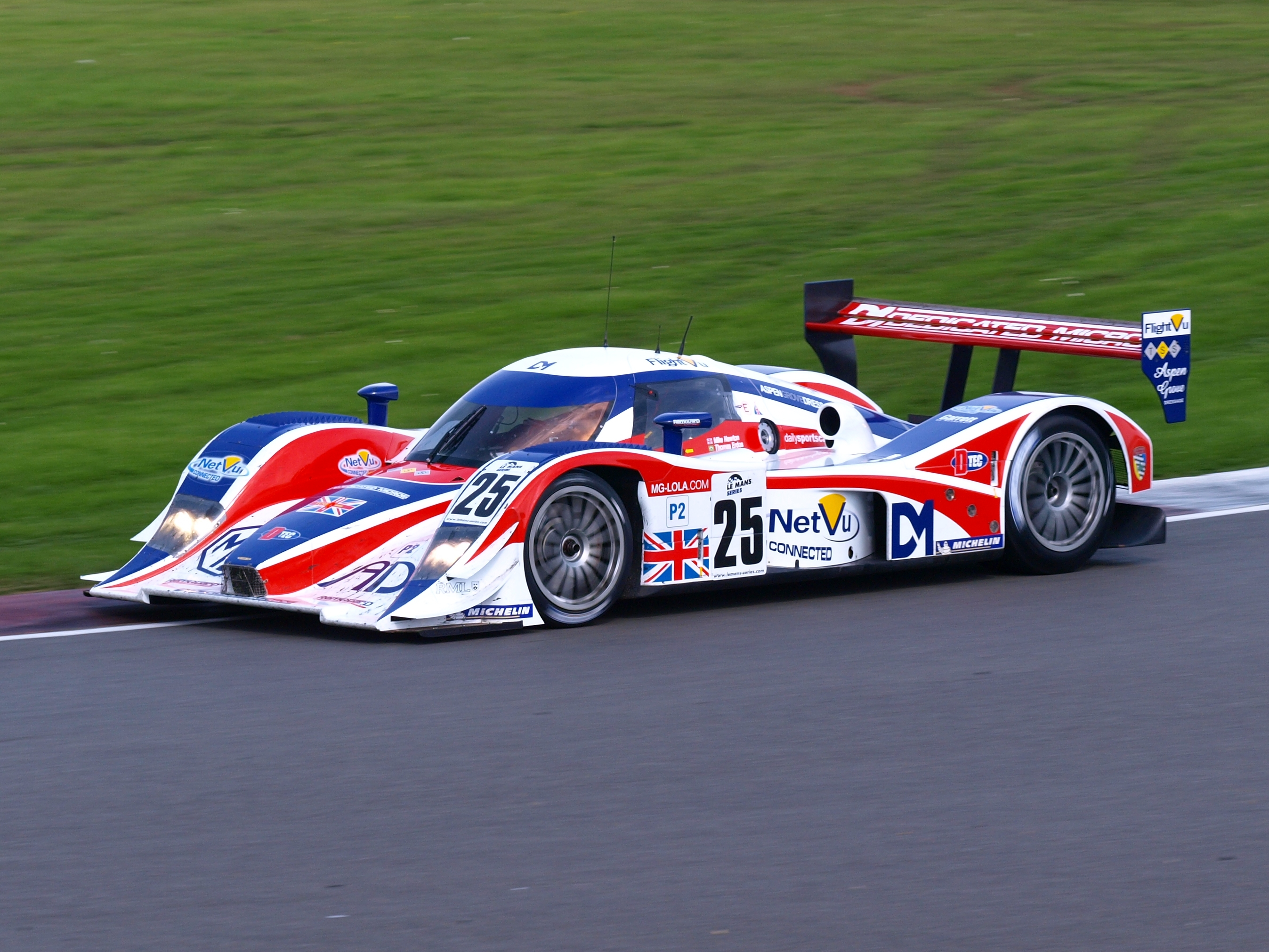
MG-Lola EX265C de la Le Mans Series 2008

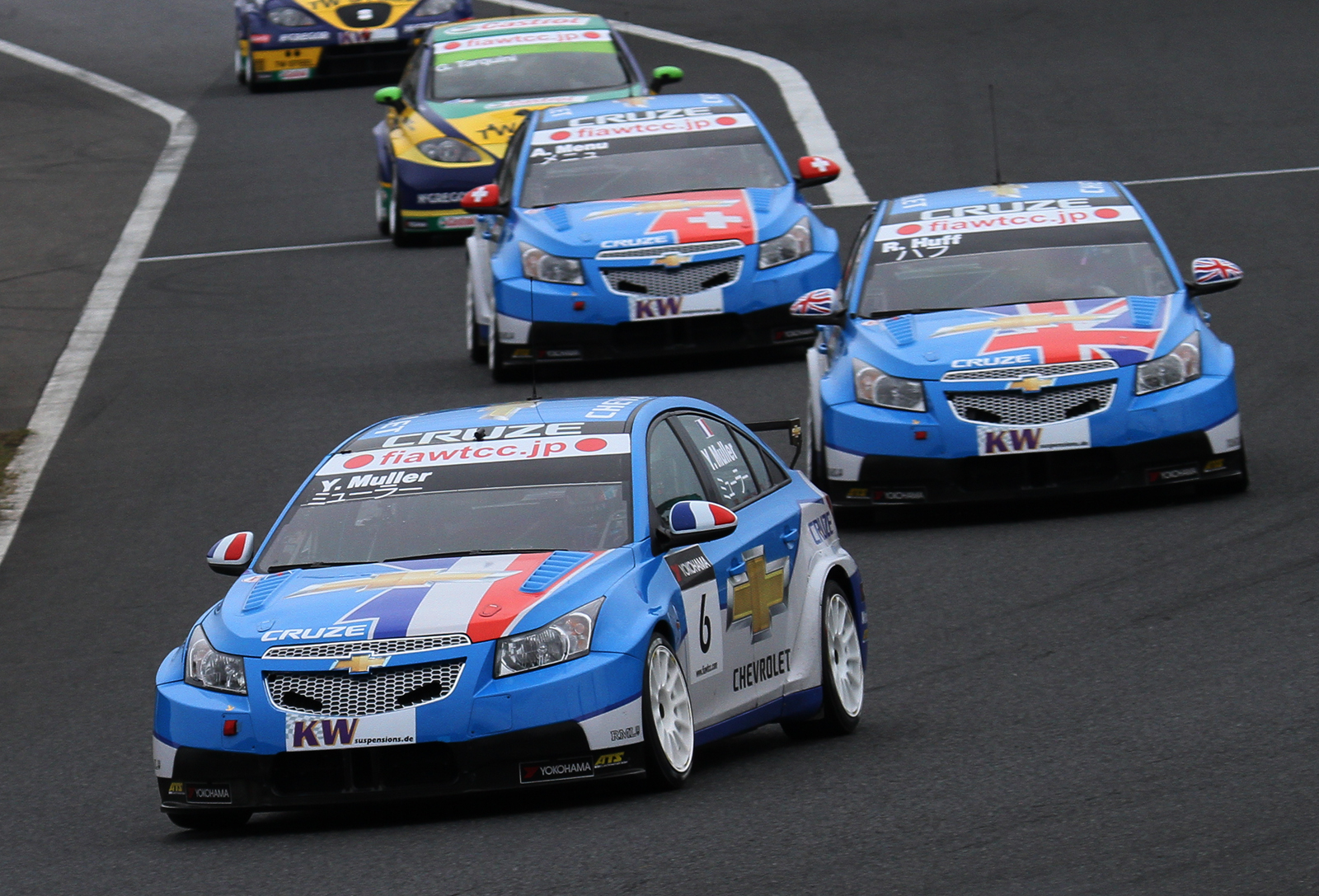
Yvan Muller, Robert Huff y Alain Menu en el Campeonato Mundial de TUrismos 2010

RML Group o Ray Mallock Ltd. es un equipo de automovilismo y fabricante de automóviles de carreras fundado por Ray Mallock con sede en Wellingborough, Inglaterra, Reino Unido. Ha competido oficialmente para las marcas Aston Martin, Nissan, Vauxhall, Seat y Chevrolet, logrando títulos en el Campeonato Mundial de Resistencia 1986, el Campeonato Británico de Turismos 1995, 1999 y 2010, y la  European Le Mans Series 2001, 2007 y 2010.

## Nimrod, Ecosse, Aston Martin y Nissan
Ray Mallock colaboró con la evolución del Nimrod NRA/C2 para la temporada 1983 del Campeonato Mundial de Resistencia. Ecurie Ecosse fue campeón de la clase C2 en 1986 y subcampeón en 1985 y 1987 con modelos fabricados por RML.
El Aston Martin AMR1, diseñado por Ray Mallock, compitió oficialmente en el Campeonato Mundial de Resistencia y las 24 Horas de Le Mans en 1989, logrando un cuarto puesto en Brands Hatch.
RML participó en el desarrollo del Nissan R90CK que corrió oficialmente en el Campeonato Mundial de Resistencia de 1990 (tercero con cuatro podios), las 24 Horas de Le Mans de 1990 (donde logró la pole position alcanzando los 366 km/h en Hunaudières con chicanas), y las 24 Horas de Daytona de 1991 (segundo absoluto) y 1992.

## Vauxhall, Nissan y Seat
En 1992, Ecurie Ecoss utilizó la estructura de RML para competir en el Campeonato Británico de Turismos con el Vauxhall Cavalier de manera semioficial. David Leslie resultó séptimo ese año y octavo en 1993.
RML se convirtió en el equipo oficial de Vauxhall en el BTCC 1994. John Cleland resultó cuarto en el campeonato, y Jeff Allam décimo. Cleland ganó seis carreras de las 25 de 1995, obteniendo los títulos de pilotos y equipos. Por su parte, James Thompson se lesionó luego de disputar 15 carreras, ubicándose séptimo en la tabla general. En 1996, Cleland finalizó octavo y Thompson décimo con el nuevo Vauxhall Vectra.
En 1997, RML pasó a ser el equipo oficial de Nissan en el Campeonato Británico de Turismos. Ese año, Leslie y Anthony Reid resultaron octavo y undécimo respectivamente. En 1998, Reid fue subcampeón de pilotos, Leslie terminó sexto, y Nissan obtuvo los títulos de equipos y marcas. RML dominó el campeonato 1999, con Laurent Aïello obteniendo el título y Leslie el subcampeonato.
RML volvió al Campeonato Británico de Turismos en 2004 con el SEAT Toledo. Jason Plato obtuvo el tercer puesto de campeonato, y Robert Huff el séptimo.

## Saleen, MG y DeltaWing
RML participó en el desarrollo del superdeportivo Saleen S7 lanzado en 2000, tanto en sus variantes de calle como de carreras. El equipo fue campeón de la clase GTS de la European Le Mans Series 2001, y el Campeonato de España de GT 2002. Luego resultó sexto en el Campeonato FIA GT 2004.
En 2003, RML volvió a los sport prototipos al competir con un MG-Lola EX257 en los 1000 km de Le Mans. En 2004 se unió al nuevo certamen europeo Le Mans Series, resultando quinto en la clase LMP1. En 2005 y 2006 resultó subcampeón de la clase LMP2, y en 2007 obtuvo el título, en los tres casos con un MG-Lola EX264 desarrollado internamente. En 2008 compartió el cuarto puesto, utilizando un MG-Lola EX265 y luego un MG-Lola EX265C.
RML compitió en la temporada 2009 de la Le Mans Series con un Lola B08/86, pero fue descalificado. En 2010 obtuvo su segundo campeonato de LMP2, ahora con un Lola B08/80. El equipo quedó último en 2011, tras lo cual se retiró del certamen.
En 2012, RML desarrolló un motor turbo de 1,6 litros para el Nissan DeltaWing que compitió en las 24 Horas de Le Mans y Petit Le Mans, resultando quinto en la segunda carrera.

## Chevrolet
Chevrolet ingresó al Campeonato Mundial de Turismos 2005 con la estructura de RML. Nicola Larini, Alain Menu y Robert Huff puntuaron en total ocho veces en 20 carreras con el Chevrolet Lacetti, quedando ubicados 16º, 17º y 20º respectivamente. En 2006, Larini se ubicó 12º, Menu 15º y Huff 16º, con un total de dos victorias y cinco podios.
El equipo progresó en 2006, obteniendo siete victorias en 22 carreras. Larini se colocó quinto en el campeonato, Menu sexto y Huff noveno. En 2008, Huff resultó tercero a un punto del subcampeón, Menu resultó noveno y Larini undécimo. Huff finalizó quinto en 2009, Menu décimo, y Larini 15º, logrando en conjunto seis victorias en 24 carreras, ahora con el Chevrolet Cruze.
BMW redujo su programa en el Campeonato Mundial de Turismos 2010 y Seat pasó a competir de manera semioficial. El recién incorporado Yvan Muller se coronó campeón con Chevrolet, Huff terminó tercero y Menu sexto, venciendo en siete de 22 carreras.
Continuando como equipo oficial de Chevrolet en 2011, RML dominó al lograr 21 victorias y 50 podios en 24 carreras. Muller fue campeón con ocho victorias, Huff subcampeón con ocho victorias, y Menu tercero con cinco victorias.
En 2009, RML volvió al Campeonato Británico de Turismos como equipo privado, logrando 11 victorias en 30 carreras. Jason Plato resultó segundo con un Chevrolet Lacetti a cinco puntos del campeón, en tanto que Mat Jackson se ubicó quinto. El equipo recibió apoyo oficial de Chevrolet en 2010. Plato obtuvo el título con el Chevrolet Cruze tras obtener siete victorias en 30 carreras, a la vez que Alex MacDowall se ubicó 11º. En 2011, Plato obtuvo ocho victorias y el tercer puesto de campeonato, y MacDowall concluyó noveno.
Ante el cambio de reglamento del BTCC, RML finalizó dicho programa y se centró en el WTCC para la temporada 2012. Huff, Menu y Muller obtuvieron las tres primeras posiciones en el campeonato de pilotos, logrando 20 victorias y 44 podios en 24 carreras.
RML perdió el apoyo oficial de Chevrolet para el Campeonato Mundial de Turismos 2013. No obstante, Muller resultó campeón por amplio margen.

## Automóviles de calle
Aparte del Saleen S7, RML realizó otros automóviles de calle. En 1990 construyó réplicas del Ford GT40. En 1999 realizó un prototipo de calle del Opel Astra del DTM. En 2011 presentó el Nissan Juke-R, equipado con el motor del Nissan GT-R R35.